# کوپر تاون
کوپر تاون (به انگلیسی: Coopers Town) شهری در کشور باهاما است که جمعیت آن در سرشماری سال ۲۰۰۹ میلادی، ۹٬۰۶۹ نفر بوده‌است.